# Międzynarodowy Dzień Książki dla Dzieci
Międzynarodowy Dzień Książki dla Dzieci – święto obchodzone co roku 2 kwietnia, w dzień urodzin duńskiego baśniopisarza Hansa Christiana Andersena.
Dzień ten ma na celu rozpowszechnienie książek dla dzieci oraz wspieranie czytania przez najmłodszych.
Święto zostało ustanowione w 1967 roku przez Międzynarodową Izbę ds. Książek dla Młodych Ludzi (IBBY). Od tamtej pory, co roku, gospodarzem święta jest inne państwo.
Polska była organizatorem w 1979 roku.
W Czechach, które w 2007 roku były organizatorem „Dnia Książki dla Dzieci”, narodziła się akcja nazwana „Nocą z Andersenem”. Dzieci spędzają tę noc w bibliotekach czytając i słuchając bajki.
W Polsce od 2001 roku odbywa się akcja społeczna „Cała Polska czyta dzieciom”. Ma ona za zadanie uświadomienie społeczeństwa, jak ważne dla dzieci jest poznawanie świata książek. Ma na celu zachęcenie rodziców do czytania książek swoim dzieciom.